# Eleição municipal de Guaratinguetá em 2016
A eleição municipal de Guaratinguetá em 2016 foi realizada em 2 de Outubro de 2016 para eleger um prefeito, um vice-prefeito e 11 vereadores no Estado de São Paulo do Brasil. O prefeito eleito foi Marcus Soliva, do PSB, com 26.422 votos (40,10%). Ele disputou com Argus Raniere (PMDB), Junior Felippo (PSD), Francisco Carlos (PSDB) e Tânia Araujo (PT). O vice-prefeito eleito foi Régis Yasumura (PTB). 
A disputa pra as 11 vagas na câmara municipal de Guaratinguetá envolveu a participação de 243 candidatos. O candidato mais votado foi Marcio Almeida (PPS) com 2.417 votos, 3,77% dos votos validos.

## Antecedentes
Na eleição municipal de Guaratinguetá de 2012, Francisco Carlos, do PSDB, derrotou o candidato do PSB Miguel Sampaio. O candidato do PSDB foi eleito com 27,23% dos votos válidos, em 2012. Já o candidato do PSB, Miguel Sampaio teve 16.091 dos votos, que corresponde a 24,64% dos votos válidos.O candidato mais bem votado entre os vereadores foi o Dr. Regis Yasumura, com 2.782 votos (3,17%).

## Eleitorado
Na eleição de 2016, estiveram aptos a votar 90.858 guaratinguetaenses, sendo que o número da população era de 119.753.

## Candidatos
Foram quatro candidatos à prefeitura em 2012: Marcus Soliva, do PSB, Argus Raniere, do PMDB, Junior Felippo, do PSD e Francisco Carlos, do PSDB.
| N.º | Candidato(a)     | Vice             | Partido | Coligação                                                                  |
| --- | ---------------- | ---------------- | ------- | -------------------------------------------------------------------------- |
| 13  | Tânia Araujo     | Professor Amorim | PT      | Sem coligação                                                              |
| 15  | Argus Raniere    | Ricardo Teberga  | PMDB    | Renovação - PP / PDT / PMDB PSL / PSDC / PHS / PC do B                     |
| 40  | Marcus Soliva    | Régis Yasumura   | PSB     | Mudança que você quer - PSB / PTB / DEM / PTN / PT do B / PMN / PTC / PRTB |
| 45  | Francisco Carlos | Dr. Rogério      | PSDB    | Guaratinguetá continuará a crescer - PSDB / PR / PRP                       |
| 55  | Junior Felippo   | Calé             | PSD     | De volta a Crescer - PRB / PSC / PPS/ PMB / PV / PEN / SD / PSD            |

## Campanha
O prefeito eleito, Marcus Soliva (PSB), da coligação "Mudança que você quer", teve propagandas com o som de uma escola de samba, com um interprete falando seu nome e seu número. No YouTube, lançavam pequenos áudios do candidato falando sobre soluções para a cidade. Além desses áudios, tinham vídeos com pessoas que apoiavam o candidato e vários sobre projetos. Já o candidato que ficou em segundo colocado, Argus Raniere (PMDB) tinha um jingle que não saia da cabeça, falando sobre progresso, mudança e que o candidato tinha atitude.
O grupo de comunicação Bandeirantes do Vale do Paraíba fizeram um debate entre os cinco (5) candidatos a prefeito de Guaratinguetá, no dia 25 de agosto de 2016, mostrando para o eleitor os candidatos. 

## Resultados

### Prefeito
No dia 8 de outubro, 5 candidatos concorreram a 1 vaga de prefeito. Marcus Soliva foi eleito com 40,10% dos votos válidos, em seguida Argus Raniere (PMDB), com 33,85% dos votos váidos.
| Candidato(a)            | Vice                   | 1º Turno 8 de outubro de 2016 | 1º Turno 8 de outubro de 2016 |
| Candidato(a)            | Vice                   | Votação                       | Votação                       |
|                         |                        | Total                         | Porcentagem                   |
| ----------------------- | ---------------------- | ----------------------------- | ----------------------------- |
| Marcus Soliva (PSB)     | Régis Yasumura (PTB)   | 26.422                        | 40,10%                        |
| Argus Raniere (PMDB)    | Ricardo Teberga (PDT)  | 22.305                        | 33,85%                        |
| Junior Felippo (PSD)    | Calé (PSD)             | 8.235                         | 12,50%                        |
| Francisco Carlos (PSDB) | Dr. Rogério (PR)       | 78.66                         | 11,94%                        |
| Tânia Araujo (PT)       | Professor Amorim (PT)  | 1.063                         | 1,61%                         |
| Total de votos válidos  | Total de votos válidos | 65.891                        | 91,78%                        |
| Votos em branco         | Votos em branco        | 2.579                         | 3,59%                         |
| Votos nulos             | Votos nulos            | 3.326                         | 4,63%                         |
| Total                   | Total                  | 71.790                        | 100%                          |
| Abstenções              | Abstenções             | 19,068                        | 8,22%                         |
| Votos apurados          | Votos apurados         | 71.790                        | 100%                          |
| Total de eleitores      | Total de eleitores     | 90.858                        | 100%                          |

### Vereador
254 pessoas se candidataram para onze vagas. Dos onze (11) vereadores eleitos, cinco vereadores foram reeleitos: Marcio Almeida (PPS), Celão (PSD), Nei Carteiro (PMDB), Luizão da Casa da Ração (PR) e João Pita Canettieri (PSB). O vereador mais votado foi Marcio Almeida  (PPS), que teve 2.417 votos. O PMDB é o partido com o maior número de vereadores eleitos, quatro ao todo, seguido por PSB e PSD, com dois vereadores eleitos cada. 
| Resultado da eleição para a Câmara Municipal de Guaratinguetá em 2016 por candidato | Resultado da eleição para a Câmara Municipal de Guaratinguetá em 2016 por candidato | Resultado da eleição para a Câmara Municipal de Guaratinguetá em 2016 por candidato | Resultado da eleição para a Câmara Municipal de Guaratinguetá em 2016 por candidato | Resultado da eleição para a Câmara Municipal de Guaratinguetá em 2016 por candidato | Resultado da eleição para a Câmara Municipal de Guaratinguetá em 2016 por candidato |
| Candidato                                                                           | Número                                                                              | Partido                                                                             | Votos                                                                               | Porcentagem                                                                         |                                                                                     |
| ----------------------------------------------------------------------------------- | ----------------------------------------------------------------------------------- | ----------------------------------------------------------------------------------- | ----------------------------------------------------------------------------------- | ----------------------------------------------------------------------------------- | ----------------------------------------------------------------------------------- |
| Marcio Almeida                                                                      | 23123                                                                               | PPS                                                                                 | 2.417                                                                               | 3,77%                                                                               |                                                                                     |
| Nei Carteiro                                                                        | 15500                                                                               | PMDB                                                                                | 2.296                                                                               | 3,59%                                                                               |                                                                                     |
| Celão                                                                               | 55123                                                                               | PSD                                                                                 | 2.075                                                                               | 3,24%                                                                               |                                                                                     |
| Orville Teixeira                                                                    | 43123                                                                               | PV                                                                                  | 1.571                                                                               | 2,45%                                                                               |                                                                                     |
| Pedro Sannini                                                                       | 14123                                                                               | PTB                                                                                 | 1.497                                                                               | 2,34%                                                                               |                                                                                     |
| Marcos Evangelista                                                                  | 45123                                                                               | PSDB                                                                                | 1.465                                                                               | 2,29%                                                                               |                                                                                     |
| Dr. João Carlos                                                                     | 13006                                                                               | PT                                                                                  | 1.437                                                                               | 2,24%                                                                               |                                                                                     |
| Luizão da Casa de Ração                                                             | 22045                                                                               | PR                                                                                  | 1.414                                                                               | 2,21%                                                                               |                                                                                     |
| Décio Pereira                                                                       | 15660                                                                               | PMDB                                                                                | 1.191                                                                               | 1,85%                                                                               |                                                                                     |
| Vantuir                                                                             | 45007                                                                               | PSDB                                                                                | 1.153                                                                               | 1,80%                                                                               |                                                                                     |
| Luiz Ferri                                                                          | 10000                                                                               | PRB                                                                                 | 1.087                                                                               | 1,70%                                                                               |                                                                                     |
| Tia Cleusa                                                                          | 15678                                                                               | PMDB                                                                                | 1.060                                                                               | 1,66%                                                                               |                                                                                     |
| Marcelo da Santa Casa                                                               | 55007                                                                               | PSD                                                                                 | 998                                                                                 | 1,56%                                                                               |                                                                                     |
| Fabrício da Aeronáutica                                                             | 15111                                                                               | PMDB                                                                                | 936                                                                                 | 1,46%                                                                               |                                                                                     |
| João Pita Canettieri                                                                | 40333                                                                               | PSB                                                                                 | 920                                                                                 | 1,44%                                                                               |                                                                                     |

| Votos válidos   | Votos válidos   | 64.044 | 89,20% |
| Votos nulos     | Votos nulos     | 3.902  | 5,43%  |
| Votos em branco | Votos em branco | 3.850  | 5,36%  |
| Total           | Total           | 71.796 | 100%   |
| --------------- | --------------- | ------ | ------ |

## Análises
A disputa foi bem acirrada entre Marcus Soliva (PSB) e Argus Raniere (PMDB), um com 26.422 e o outro com 22.305, já o terceiro na disputa (Junior Fellipo) teve apenas teve 8.235. Muito parecido com a eleição de 2012, que Francisco Carlos (PSDB) e Miguel Sampaio (PSB), tiveram um diferença de 2 mil votos. No debate da Band entre os candidatos, Marcus Soliva agradeceu a Deus, por ele ser do PSB, um partido de esquerda, normalmente a religião não é mencionada.